# Iaso (re di Argo)
Iaso (in greco antico: Ἴασος?, Íasos) è un personaggio della mitologia greca. Fu l'ottavo re di Argo.

## Genealogia
Figlio di Foroneo  o di Triopa e Sois o di Argo  ed Ismene . 

Fu padre di Io avuta da Leucane.

## Mitologia
Dopo la morte di Foroneo, Iaso divise il regno con il fratello Pelasgo e tenendo per sé la parte corrispondente all'Elide mentre al fratello spettò quella corrispondente a Larissa. 

Alla morte dei due, il fratello più giovane (Agenore) invase i due regni raggruppandoli in un unico regno per poi divenire il successivo re di Argo.